# Magnetoresistive Random Access Memory

Struttura semplificata di una cella MRAM

In informatica ed elettronica una Magnetoresistive Random Access Memory (MRAM, lett. "memoria ad accesso casuale magnetoresistiva") è una tipologia di memoria non volatile in sviluppo dagli anni novanta che sfrutta l'effetto magnetoresistivo. Il continuo incremento di densità delle memorie flash e delle DRAM hanno relegato le memorie MRAM in un mercato di nicchia, ma i suoi proponenti sono convinti che i vantaggi di questa tecnologia siano così significativi da garantire, in futuro, un'adozione diffusa delle MRAM in ogni campo applicativo.

## Funzionamento
A differenza di una comune memoria RAM, le MRAM non memorizzano le informazioni come una quantità di carica elettrica ma come un campo magnetico. L'elemento che immagazzina il campo magnetico è formato da due strati di materiale ferromagnetico separati da uno strato di materiale isolante. Uno dei due strati genera un campo magnetico permanente mentre il secondo varia il campo in funzione di un campo magnetico che agisce su esso e che quindi ne modifica la polarità. Ogni elemento di questo tipo forma una cella, una memoria è formata da un insieme di celle.
La lettura dell'informazione viene ottenuta tramite la misura della resistenza elettrica della cella. Le celle sono disposte a griglia e quindi basta attivare il giusto transistor di riga e di colonna per far scorrere una corrente dalla cella verso massa. Per via dell'effetto tunnel magnetico la resistenza della cella varia a seconda del campo magnetico che immagazzina e quindi della polarità immagazzinata dallo strato superiore. Normalmente se i due strati hanno la stessa polarità si considera il dato "0" mentre se le polarità sono opposte si considera lo strato "1".
I dati possono essere scritti nella cella utilizzando diverse tecniche. Il metodo più semplice prevede di far scorrere sopra le celle di memoria una serie di linee di scrittura orizzontali e verticali. Per scrivere su una cella basta alimentare la corretta linea di riga e di colonna, la corrente che scorre nelle linee genera per induzione elettromagnetica un campo magnetico, sopra la cella da scrivere si forma un campo magnetico formato dall'unione dei due campi magnetici generati dalla linea di riga e di colonna. Questo campo magnetico è sufficiente per modificare il campo magnetico immagazzinato dallo strato superiore della cella. Questo metodo di scrittura è simile a quello utilizzato dalle memorie a nucleo magnetico utilizzate negli anni sessanta, essendo la tecnica simile ne eredita anche gli inconvenienti. Il primo inconveniente è di richiedere molta energia e quindi non essere adatta per dispositivi portatili. Inoltre limita la dimensione minima della cella, ridurre troppo le celle porterebbe il campo magnetico a modificare anche le celle circostanti alla cella da scrivere generando false scritture. Una soluzione al problema sembrava essere l'utilizzo di celle circolari e l'utilizzo dell'effetto magnetoresistivo gigante per la lettura e la scrittura, ma sembra che questa linea di sviluppo sia stata abbandonata.

## Prestazioni
Le memorie MRAM soffrono del problema di una ridotta integrazione e di una modesta velocità paragonata alle altre tecnologie. Le più veloci MRAM note sono prodotte da NEC e raggiungono i 250 MHz di frequenza.